# محاصره کرک
محاصره کرک (انگلیسی: Siege of Kerak)، نبردی است در سال ۱۱۸۳ میلادی بین صلاح‌الدین و نیروهای صلیبی در نزدیکی قلعه کرک که با پیروزی صلیبیون همراه بود.